# Kristiina Ehin
Kristiina Ehin, (née le 18 juillet 1977 à Rapla), est une poétesse estonienne,.

## Biographie
Kristiina Ehin est la fille du poète et traducteur Andres Ehin et de la poétesse Ly Seppel. Parmi les poètes estoniens contemporains, elle est la plus traduite et la plus connue à l'étranger. Elle a suivi des études de philologie estonienne et de folkloristique à l'université de Tartu.
Elle est l'auteur de six recueils de poèmes et trois recueils de prose. Elle utilise le vers libre, écrivant des poèmes courts qui souvent évoquent des événements du quotidien, transfigurés par une expression poétique qui recourt largement aux allitérations et aux comparaisons. Son style est à l'opposé de la poésie obscure et expérimentale, le fond y est toujours limpide. Tel Jules Supervielle qui se déclarait attentif à appuyer à la fois sur la « pédale claire » et la « pédale sombre » , elle veille à ne jamais égarer son lecteur tout en ménageant la part de mystère nécessaire aux manifestations du plaisir poétique.

## Ouvrages

### Poésie
- (et) Kevad Astrahanis: luuletusi 1992–1999", Tallinn, 2000
- (et) Simunapäev, Tallinn, 2003
- (et) Luigeluulinn, Tallinn, 2004
- (et) Kaitseala, Huma, 2005
- (et) Emapuhkus, Pandekt, 2009
- (et) Viimane Monogaamlane. Luuletused ja jutud, Pegasus, 2011

### Romans
- (et) Pillipuhujanaine ja pommipanijanaine. Uudisjutud ja kirjad, Huma, 2006
- (et + en) Päevaseiskaja - Lõuna-Eesti muinasjutud / South-Estonian Fairy Tales (trad. Ilmar Lehtpere), Huma, 2009
- (et) Viimane Monogaamlane. Luuletused ja jutud, Pegasus, 2011
- (et) avec Kristi Jõeste, Kirjatud teekond, Saara, 2012
- (et) Paleontoloogi päevaraamat, Petrone Print, coll. « série  "Aja lugu" », 2013

### traductions en français
- Kristiina Ehin (trad. Martin Carayol, Eva Toulouze), Matin de jeune lune, Rafael de Surtis, 2011 (ISBN 978-2846722643)
- Kristiina Ehin (trad. Antoine Chalvin), Quelques poèmes, litterature-estonienne.com (lire en ligne)

## Prix et récompenses
- Bourse Gustav Suits, 2006
- Prix du jeune artiste, 2008
- Prix culturel du ministère des affaires étrangères, 2014
- Ordre de l'Étoile blanche d'Estonie de 4e classe, 2016